# Staby
Staby is een plaats in de Deense regio Midden-Jutland, gemeente Holstebro, en telt 235 inwoners (2007).